# CHU☆TRUE LOVE
『CHU☆TRUE LOVE』（チュー チュー ラブ）は、三枝夕夏 IN dbの4枚目のシングル。

## 内容
- タイトルは「チュー・チュー・ラブ」と読む。
- TVスポットでは「コイツが噂のセクシー小町!!」というキャッチコピーがつけられていた。
- 三枝が好きなサーフ・ロック・グループザ・ビーチ・ボーイズの「グッド・ヴァイブレーション」、「シャット・ダウン」、「ドント・ウォーリー・ベイビー」などの曲を描写にしている。

## 収録曲
全作詞：三枝夕夏、全編曲：徳永暁人
1. CHU☆TRUE LOVE
作曲：大野愛果
  - 振り付けも存在し、プロモーションビデオでは曲に合わせて踊る様子も見ることができる。当時、三枝夕夏が、フラダンスにハマっていて、振付師に頼んで、振り付にフラダンスの要素を入れてもらったとのことである。そして、この曲は三枝夕夏自身が季節のなかで一番好きだという「夏」をイメージして作った曲である。
2. 君の瞳の中はミステリー
作曲：徳永暁人
3. CHU☆TRUE LOVE 〜Instrumental〜
4. 君の瞳の中はミステリー 〜Instrumental〜

## タイアップ
CHU☆TRUE LOVE
- 日本テレビ系『汐留スタイル!』Stylish Play
- 日本テレビ系『AX MUSIC-TV』MUSIC BANK

## 収録アルバム
- 三枝夕夏 IN db 1st 〜君と約束した優しいあの場所まで〜（#1,2）
- 三枝夕夏 IN d-best 〜Smile&Tears〜（#1）
- U-ka saegusa IN db Final Best（#1）